# دار العروض (المخادر)

تعديل مصدري - تعديل

دار العروض محلة تابعة لقرية بضعة، التابعة لعزلة بضعة بمديرية المخادر إحدى مديريات محافظة إب في الجمهورية اليمنية، بلغ تعداد سكانها 23 حسب تعداد اليمن لعام 2004.